# MS-DOS
МС-ДОС је познати производ компаније Мајкрософт чије име долази од сложенице Мајкрософт  која је примењена на првом IBM PC рачунару којег је развила компанија IBM 1981. године, и у готово неизмењеном облику, с обзиром на кориснички интерфејс, задржао се све до краја деведесетих година 20. века. У основи, ради се о оперативном систему који се искључиво бавио дисковима или ДОСом у којем нема никаквог графичког интерфејса (дакле искључиво текстуални интерфејс), и покретање апликација и уношење наредби систему обавља се тастатуром.
Из масовне употребе почео га је истискивати Windows који је у својим почецима изразито зависио о МС-ДОС-у. Представљао је тек нешто више од графичког интерфејса ДОС-а, али од NT и МЕ верзија Виндоуса ДОС је постао непотребан и престао се користити.
Данас га користе једино рачунарски носталгичари за покретање старих програма који не функционишу на Windows-а. Инсталирање ДОС-а на рачунарима новије генерације је понекад немогуће, и најлакши начин покретања је из емулатора.
Током његовог живота објављено је неколико конкурентних производа за платформу к86, а МС-ДОС је прошао кроз осам верзија, све док развој није престао 2000. године.

### Историја развоја
МС-ДОС је био преименован облик 86-ДОС-а –  у власништву Сијетл рачунарских производа, који је написао Тим Патерсон. Развој 86-ДОС-а трајао је само шест недеља, јер је у основи био клон CP/M-а предузећа Digital Research (за процесоре 8080/Z80), портованог за рад на 8086 процесорима и са две значајне разлике у односу на CP/M: побољшану диск логику међуспремника сектора и увођење FAT12 уместо CP/M датотечног система. Ова прва верзија је испоручена у августу 1980. Мајкрософт, коме је био потребан оперативни систем за IBM персонални рачунар, ангажовао је Тима Патерсона у мају 1981. године и купио 86-ДОС 1.10 за УС$75.000 у јулу исте године. Мајкрософт је задржао број верзије, али га је преименовао у МС-ДОС. Такође су лиценцирали МС-ДОС 1.10/1.14 IBM-у, који га је у августу 1981. понудио као ПЦ ДОС 1.0 као један од три оперативна система за IBM 5150 или IBM PC.
У року од годину дана, Мајкрософт је лиценцирао МС-ДОС сету од преко 70 других компанија. Дизајниран је да буде ОС који може да ради на било ком рачунару породице 8086.
Мајкрософт је изоставио вишекорисничку подршку из МС-ДОС-а јер је Мајкрософтов оперативни систем, базиран на Јуниксу, Ксеникс, био потпуно вишекориснички. Компанија је с временом планирала да побољша МС-ДОС тако да се готово не разликује од Ксеникса за једног корисника, или XEDOS, који би такође радио на Мотороли 68000, Зилог З8000 и ЛСИ-11; они би били навише компатибилни са Ксеником, који је часопис Byte 1983. описао као „вишекориснички МС-ДОС будућности”. Мајкрософт је заједнички оглашавао МС-ДОС и Ксеникс, наводећи заједничке карактеристике свог „једнокорисничког ОС“ и „вишекорисничког, вишезадатног оперативног система изведеног из Јуникса“, и обећавајући лако портирање између њих. Након раскида са Бел системом, међутим, АТ&Т компјутерски системи су почели да продају Јуникс систем V. Верујући да се не може такмичити са АТ&Т на Јуниксовом тржишту, Мајкрософт је напустио Ксеникс, а 1987. године пренео власништво над Ксениксом на Санта Круз операцију (SCO).
Мајкрософт је 25. марта 2014. године ставио код за SCP MS-DOS 1.25 и мешавину Altos MS-DOS 2.11 и TeleVideo PC DOS 2.11 на доступ јавности у складу са Мајкрософтовим истраживачким уговором о лиценци, који чини доступним изворни код, али ни отвореним извором како је дефинисано стандардима Иницијативе отвореног кода или Задужбине за слободни софтвер.
 Мајкрософт је касније поново лиценцирао код под МИТ лиценцом 28. септембра 2018. године, чинећи ове верзије бесплатним софтвером.
Као првоаприлска шала 2015. године, Мајкрософт Мобајл је покренуо Виндоус фоун апликацију под називом МС-ДОС Мобајл која је представљена као нови мобилни оперативни систем и радила је слично као МС-ДОС.

### Верзије
Све верзије с PC-DOS у називу Мајкрософт је развио за IBM и за њихове рачунаре, док верзије с префиксом МС Мајкрософт је издавао и продавао посебно и њих су користили произвођачи клонова или компатибилних рачунара.
- 1.0 - август, 1981 - с првим
- 1.1 - јануар, 1982.
- 1.25 - јануар, 1982 - За прве компатибилне IBM рачунаре
- 2.0 - март, 1983.
- 2.1 - октобар, 1983.
- 2.11 - март, 1984.
- 3.0 - август, 1984.
- 3.1 - новембар, 1984.
- 3.2 - јануар, 1986.
- 3.3 - април, 1987.
- 3.3 - август, 1987.
- 4.0 - јун, 1988.
- 4.0 - мај, 1988.
- 4.01 - новембар, 1988.
- 5.0 - јун, 1991.
- 6.0 - март, 1993.
- 6.2 - новембар, 1993.
- 6.21 - фебруар, 1994.
- 6.3 - април, 1994.
- 6.22 - јун, 1994 - последња самостална верзија
- PC-ДОС 7.0 - април, 1995.
- Windows 95/ДОС 7.0 - август, 1995 - прва несамостална верзија
- Windows 95 ОСР2/ДОС 7.1 - август, 1997 - додата подршка за систем датотека ФАТ32

## Компатибилне верзије
- ПС-ДОС
- 4ДОС
- ДР-ДОС
- ФриДОС
- ОпенДОС
- ПТС-ДОС